# Europastraße 29
Die Europastraße 29 (Abkürzung: E 29) ist eine 283 km lange Europastraße, die südlich von Köln beginnt und durch die Eifel über Luxemburg bis zur französischen Grenze südlich von Saarbrücken führt.

## Verlauf
Die E 29 beginnt am Autobahnkreuz Bliesheim unweit von Weilerswist und folgt der Bundesautobahn 1 vorbei an Euskirchen rund 38 km weit in südlicher Richtung bis zum vorläufigen Autobahnende bei Blankenheim/Tondorf. Ab dort verläuft sie in Richtung Südwesten auf der Bundesstraße 51 und passiert Blankenheim, Dahlem, Stadtkyll und Prüm und trifft nach 45 km an der Anschlussstelle Prüm auf die A 60, der sie 20 km in südlicher Richtung bis zur Anschlussstelle Bitburg folgt. Von dort verläuft sie wieder für neun Kilometer auf der B 51 bis zur B 257, der sie 19 km bis zum Grenzübergang Echternacherbrück folgt. In Luxemburg trifft sie auf die N 11, auf der sie 28 km bis zur Auffahrt Waldhaff verläuft und in die A 7 mündet, der sie knapp zwei Kilometer nach Süden folgt. Ab dem Dreieck Kirchberg folgt sie südöstlich von Luxemburg (Stadt) für zehn Kilometer der A 1 und trifft im Süden am Kreuz Gasperich auf die A 3. Nach neun Kilometer trifft sie am Kreuz Bettemburg auf die A 13, auf der sie für 22 km entlang der französischen Grenze bis zum Grenzübergang Schengen/Perl verläuft, wo sie zurück auf deutschem Boden in die A 8 übergeht. Dieser folgt sie 37 km bis zum Dreieck Saarlouis und verläuft dann 32 km auf der A 620 bis zur Ausfahrt Saarbrücken-Güdingen, wo sie erneut auf die B 51 stößt und dieser für zwölf Kilometer bis zur Grenze zu Frankreich bei Rilchingen-Hanweiler folgt und schließlich bei Sarreguemines (Saargemünd) endet.

## Streckenausbau
Von den insgesamt 284 km des Streckenverlaufs der E 29 verlaufen 170 km auf Autobahnen (davon 43 km in Luxemburg), 85 km auf deutschen Bundesstraßen und 28 km auf luxemburgischen Nationalstraßen. Die B 51, der die E 29 für insgesamt 66,5 km folgt, ist besonders im nördlichen Bereich der E 29 sehr gut ausgebaut und verfügt stellenweise über drei oder vier Fahrstreifen.